# Arbre fruitier
 (février 2024).
Un arbre fruitier est un arbre cultivé spécialement pour ses fruits comestibles. Un fruit est, pour les botanistes, une structure formée par l'ovaire mûr issu d'une fleur, contenant une ou plusieurs graines, mais seuls comptent ici les fruits ayant un intérêt alimentaire et économique pour l'Homme. Fruit est entendu au sens large puisque dans certains cas c'est seulement la graine qui est récoltée, par exemple dans le cas du caféier ou du châtaignier. 
Cependant tous les fruits consommés par l'être humain ne sont pas produits par des arbres : certains sont produits par des plantes herbacées, soit plantes potagères ou maraîchères telles melon, pastèque et fraisier ou l'ananas, par des arbustes et arbrisseaux, tels le framboisier, le groseillier ou la myrtille, également cultivés dans les jardins, le kiwi ou la vigne, ou encore par des stipes, tels le bananier et le cocotier.
Par ailleurs, les arbres fruitiers peuvent être intéressants pour d'autres aspects que les fruits : pour leur bois (on parle parfois de fruitiers forestiers, pour leurs propriétés médicinales, ou comme plantes ornementales par exemple.
Les productions fruitières de ces arbres présentent souvent des fluctuations annuelles (cycles pluriannuels) qui réduisent la pression des herbivores qui se spécialiseraient sur ce type d'aliment. 

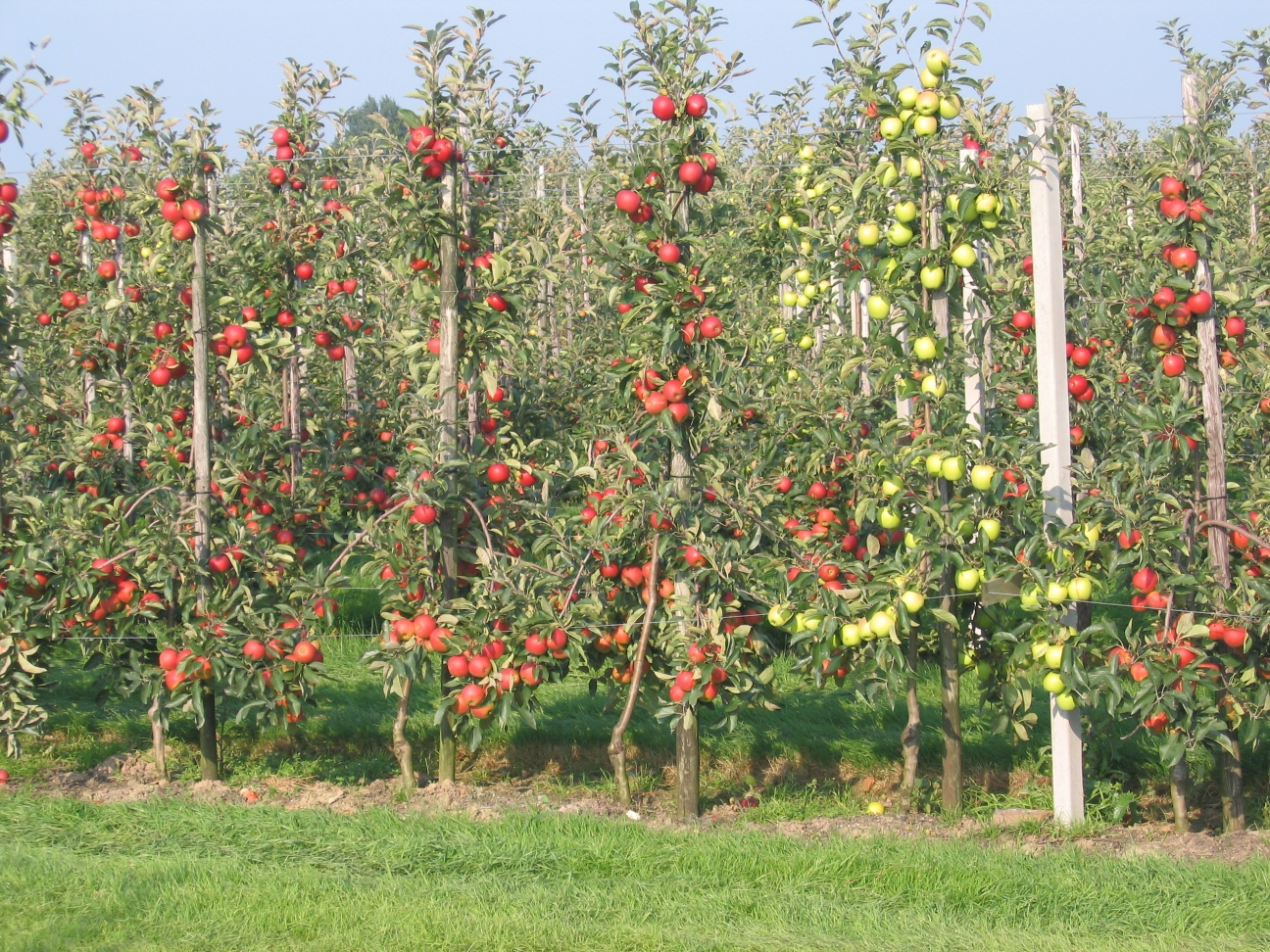
Verger de pommiers en culture intensive.

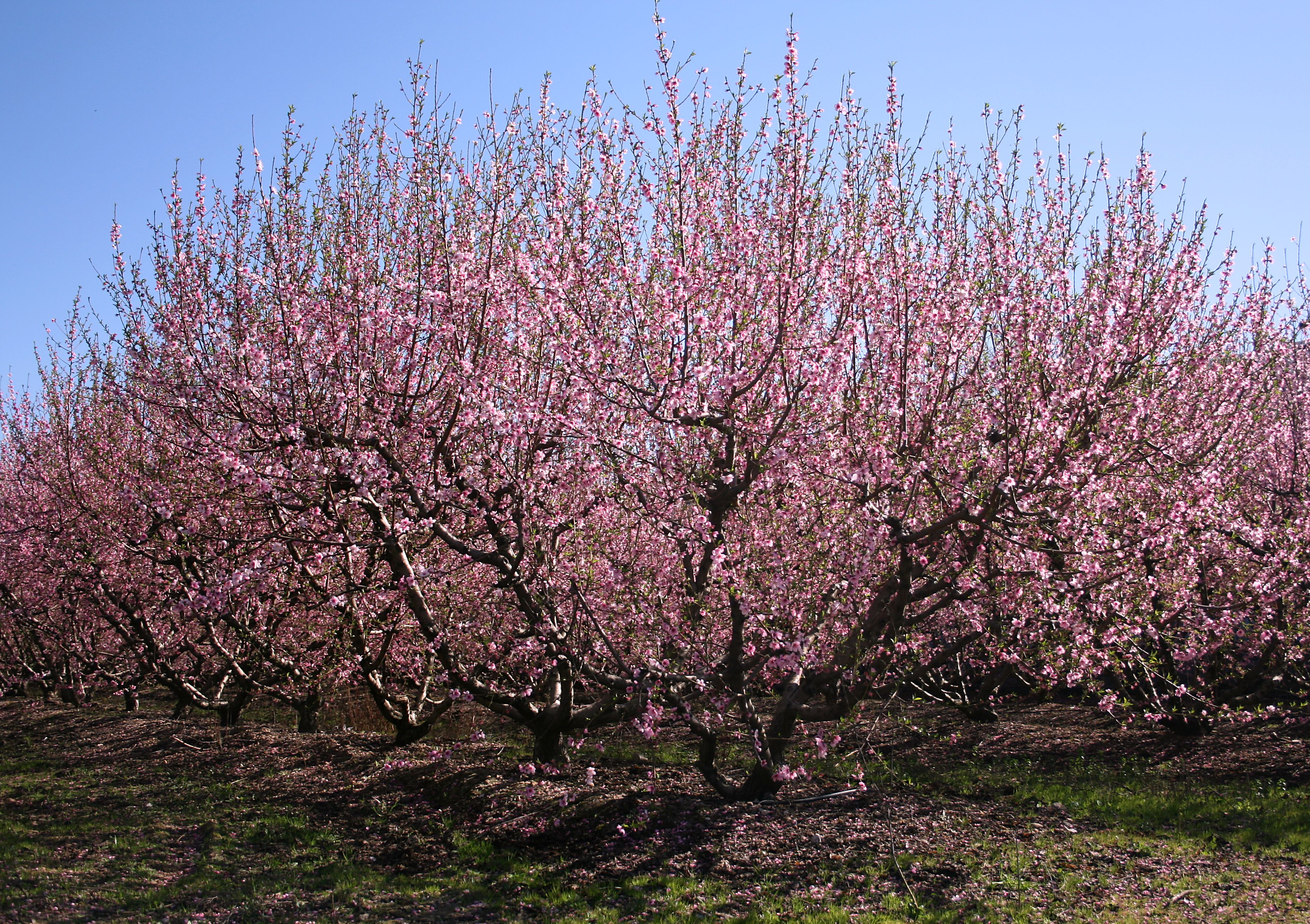
Verger de pêchers en fleurs à La Rinconada, dans la province de Séville, en Espagne.

## Culture
La culture des arbres fruitiers se pratique de différentes manières :
- l’arboriculture familiale se pratique dans le jardin des particuliers ; parfois peu productive, elle ne vise pas seulement à satisfaire, plus ou moins complètement, aux besoins du ménage mais constitue aussi un loisir de plein air.
- l’arboriculture intensive se pratique dans des vergers spécialisés, souvent palissés, en vue d’approvisionner les marchés soit en fruits frais, soit en fruits destinés à la transformation industrielle (conserverie, confiturerie…). Il s’agit souvent de la spéculation principale des exploitations concernées, que l’on trouve surtout dans certaines régions qui réunissent les conditions de sol et de climat adaptées à chaque espèce.
- l’arboriculture extensive ou agro-sylviculture, source secondaire et complémentaire de revenus pour certaines exploitations agricoles, concerne surtout des arbres de haute tige, très espacés pour laisser la place à des cultures complémentaires, notamment des prairies. Elle fournit surtout des fruits d'industrie, par exemple des pommes à cidre. Certains arbres, surtout à fruits secs (noyers, châtaigniers) sont parfois cultivés en arbres d'alignement le long des chemins et des routes secondaires, ou dans le bocage.
- les fruitiers forestiers (merisier, sorbier, alisier, cormier, poirier et pommier sauvages), s'ils ont été bien coupés et séchés sont recherchés pour leurs qualités esthétiques et technologiques (grain fin, bois dur, couleurs chaudes...) qui conviennent particulièrement à certains usages ((sculpture, menuiserie, ébénisterie, bois d'instruments de musique et certains besoins de petits artisans). Ils peuvent atteindre des prix élevés[3],[4]. Ils sont plus ou moins faciles à trouver en pépinières, selon les essences et régions[5].

## Maladies et parasites
De nombreux agents pathogènes (virus, bactéries, champignons) et parasites attaquent toutes les parties de l'arbre, le bois des troncs et des racines (scolytes), les branches et rameaux et les feuilles (pucerons), les bourgeons et les feuilles, les fleurs, les fruits (carpocapses, tordeuses...). Certains oiseaux sont considérés comme ravageurs des fruits (merles, étourneaux) ou des bourgeons (mésanges), mais en consommant de grandes quantités d'insectes parasites, des oiseaux tels que la mésange augmente fortement la productivité d'un verger, ce pourquoi on leur y offre parfois des nichoirs (agriculture biologique, lutte intégrée).
Souvent les vergers industriels sont attaqués par des pathogènes opportunistes, ne posant généralement pas de problème dans la nature (Pseudomonas syringae par exemple, voire utiles car contribuant à la fertilité des sols ou au recyclage de la matière organique) ici fortement favorisés par la promiscuité des arbres et leur homogénéité génétique.
La régression des abeilles, sans doute en partie à cause des pesticides est une cause de perte de rendement, notamment des arbres de haute-tige en zone d'agriculture intensive, pour les espèces qui ne peuvent être pollinisés que par des abeilles ou principalement par elles.

### Arachnides
- Acarien des agrumes (Panonychus citri)
- Acarien rouge (Panonychus ulmi)
- Acarien jaune (Tetranicus urticae)

### Bactéries
- Maladie du Dragon jaune (s’attaque aux agrumes)

### Champignons
- Pourridié causé par l'armillaire couleur de miel.

### Insectes
- Balanin des châtaignes (Curculio elephas)
- Balanin des noisettes (Curculio nucum)
- Carpocapse des châtaignes (Cydia splendana)
- Carpocapse des pommes et des poires (Cydia pomonella)
- Carpocapse des prunes (Cydia funebrana)
- Cémiostome du pommier (Leucoptera malifoliella)
- Capricorne du noisetier (Oberea linearis)
- Cheimatobie (Operophtera brumata)
- Cochenille du mûrier (Pseudaulacaspis pentagona)
- Cochenille rouge du poirier (Epidiaspis leperii)
- Faux Carpocapse (Thaumatotibia leucotreta)
- Gâte-bois (Cossus cossus)
- Hyponomeute du pommier (Yponomeuta malinellus)
- Mouche de la cerise (Rhagoletis cerasi)
- Mouche méditerranéenne des fruits (Ceratitis capitata)
- Pou de San-José (Quadraspidiotus perniciosus)
- Pou rouge des orangers (Chrysomphalus dictyospermi)
- Psylle des agrumes (Diaphorina citri)
- Psylle du poirier (Cacopsylla pyri)
- Psylle du pommier (Psylla mali)
- Puceron brun du poirier (Melanaphis pyrarius)
- Puceron brun du prunier (Brachycaudus  prunicola)
- Puceron cendré du chou (Brevicoryne brassicae)
- Puceron cendré du poirier (Dysaphis pyri)
- Puceron cendré du pommier (Dysaphis plantaginea)
- Puceron cigarier du pêcher (Myzus varians)
- Puceron lanigère du pommier (Eriosoma lanigerum)
- Puceron vert du prunier (Brachycaudus helichrysi)
- Puceron vert du pommier (Aphis pomi)
- Rhynchite rouge du pommier (Coenorhinus aequatus)
- Scolyte de l'olivier (Phloeotribus oleae)
- Scolyte rugueux (Ruguloscolytus rugulosus)
- Tigre de l'amandier (Monostira unicostata)
- Tigre du poirier (Stephanitis piri)
- Tordeuse de la pelure (Adoxophyes orana)
- Tordeuse des arbres fruitiers (Pandemis cerasana)
- Tordeuse des fruits (Archips podana)
- Tordeuse orientale du pêcher (Cydia molesta)
- Xylébore disparate (Xyleborus dispar)
- Zeuzère (Zeuzera pyrina)

### Végétaux supérieurs
- gui (Viscum album) sur pommier et poirier.

## Typologie
- Abricotier
- Abricotier des Antilles
- Amandier
- Anacardier
- Arbre-à-pain
- Asiminier trilobé ou pawpaw
- Attier ou pommier cannelle.
- Avocatier
- Badamier ou amandier-pays.
- Bilimbi ou arbre à cornichons
- Cacaoyer
- Cachiman
- Caïmitier ou Caïmite.
- Carambolier
- Cerisier
- Chataîgnier
- Citronnier
- Clémentinier
- Cocotier
- Corossolier
- Copalier ou Courbaril, Jajatoba.
- Dattier
- Feijoa
- Figuier
- Flacourtier (Flacourtia jangomas), prunier malgache.
- Girembellier, surelle (fruit).
- Goyavier
- Icaquier ou prunier coton.
- Jaboticaba
- Jacquier
- Jambosier rouge ou pomme malacca
- Jamelonier ou jambolan.
- Jamalac ou jambose, pommier d'eau.
- Jujubier
- Kiwi
- Kumquat
- Limettier
- Mandarinier
- Manguier
- Mangoustanier
- Merisier
- Nectarinier, brugnon.
- Néflier
- Néflier du Japon ou Bibacier
- Noisetier
- Noyer
- Noyer du Queensland ou Macadamia.
- Olivier
- Oranger
- Pamplemoussier
- Pêcher
- Poirier
- Pommier
- Prunier
- Prunier de Cythère
- Prunier mombin
- Quenettier
- Ramboutan
- Sapotier
- Sapotillier
- Tamarinier
- Vavangue ou Tamarinier de Madagascar.

## Taille
Différentes formes des arbres fruitiers :
- plein vent
- demi-tige
- fuseau
- palmette verrier
- U double
- Cordon

La taille présente des avantages : elle favorise la mise à fruit en limitant les pousses trop fréquentes et elle permet d'adapter la plante aux dimensions du jardin en l'obligeant à prendre une forme d'encombrement réduite.